# Xã Prairie, Quận LaPorte, Indiana
Xã Prairie (tiếng Anh: Prairie Township) là một xã thuộc quận LaPorte, tiểu bang Indiana, Hoa Kỳ. Năm 2010, dân số của xã này là 209 người.